# Far til fire i solen
Far til fire i solen er en dansk spillefilm fra 2018 instrueret af Martin Miehe-Renard.

## Handling
Familien er på ferie sydpå, men ved ankomsten opdager de, at de skal kæmpe mod en anden familie om titlen: "Årets Solfamilie" - og far nægter. Han synes konkurrence er fjollet og proklamerer: "Vi er gode nok, som vi er". Det varer dog kun lige, til han ser, hvem der er patriark i den anden familie: Bjørn, som mobbede far igennem hele deres skoletid. Det, der var tænkt som en hyggelig dyst, bliver snart til en desperat kamp - for ære og oprejsning. Det er kun ved børnenes kærlige og opfindsomme indgriben, at han bliver klogere og indser, at han og hans familie ikke behøver forstille sig. De er vitterlig gode nok - præcis som de er!

## Medvirkende
- Elton Rokahaim Møller, Lille Per
- Laura Lavigne Bie-Olsen, Mie
- Mingus Hassing Hellemann, Ole
- Coco Hjardemaal, Søs
- Martin Brygmann, Far
- Thomas Bo Larsen, Onkel Anders
- Lukas Toya, Peter
- Naja Münster, Olivia